# Bạch mộc hương
Bạch mộc hương hay thổ trầm hương, nữ nhi hương, trầm giả (danh pháp khoa học: Aquilaria sinensis) là một loài thực vật thuộc họ Trầm. Đây là loài đặc hữu của Trung Quốc (Hải Nam, Quảng Đông, Quảng Tây, Phúc Kiến, Hồng Kông). Tuy nhiên theo Danh lục các loài thực vật Việt Nam, loài này cũng có ở Việt Nam.
Chúng hiện đang bị đe dọa vì mất nơi sống.

## Hình ảnh

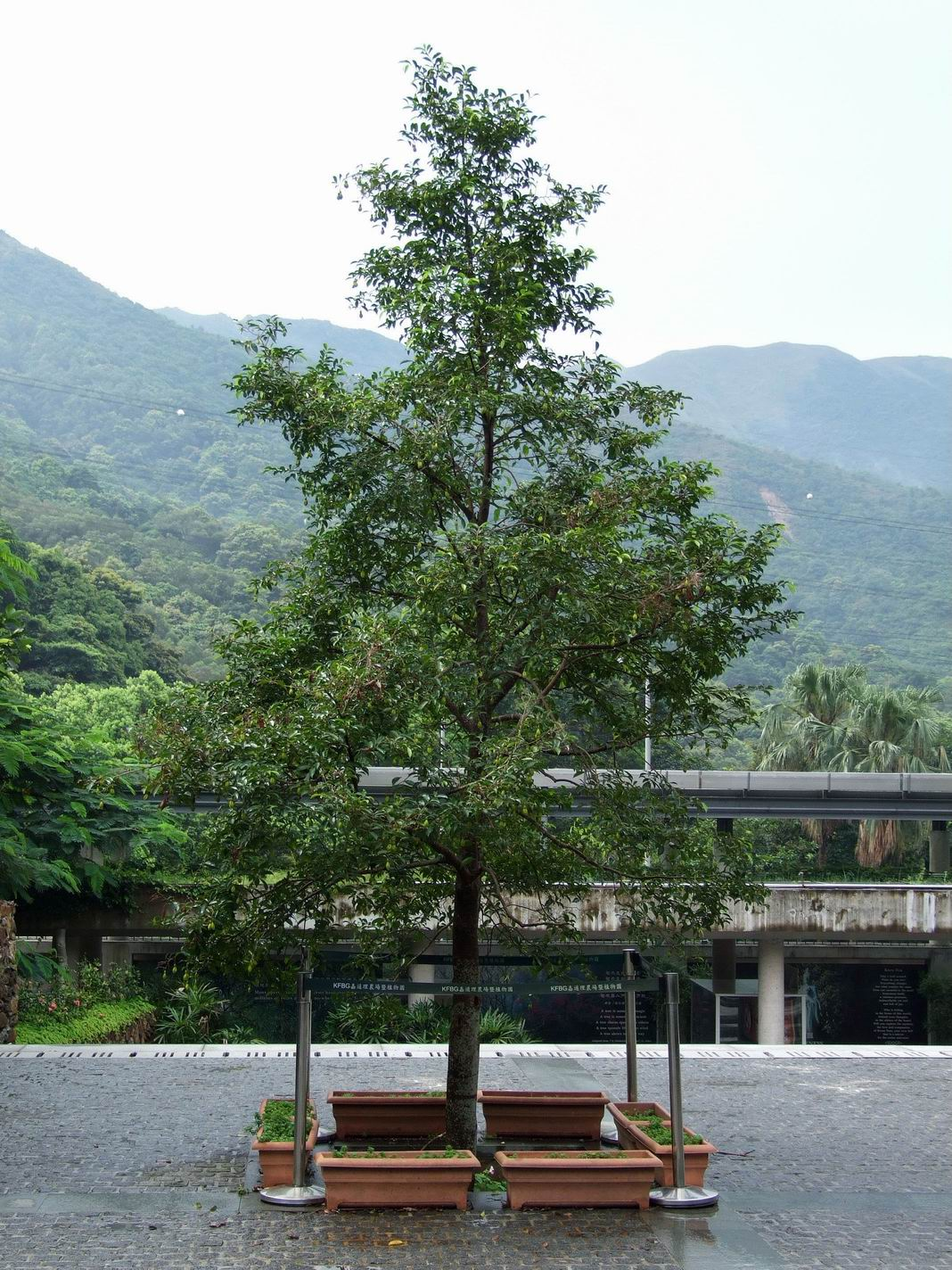
Dáng cây
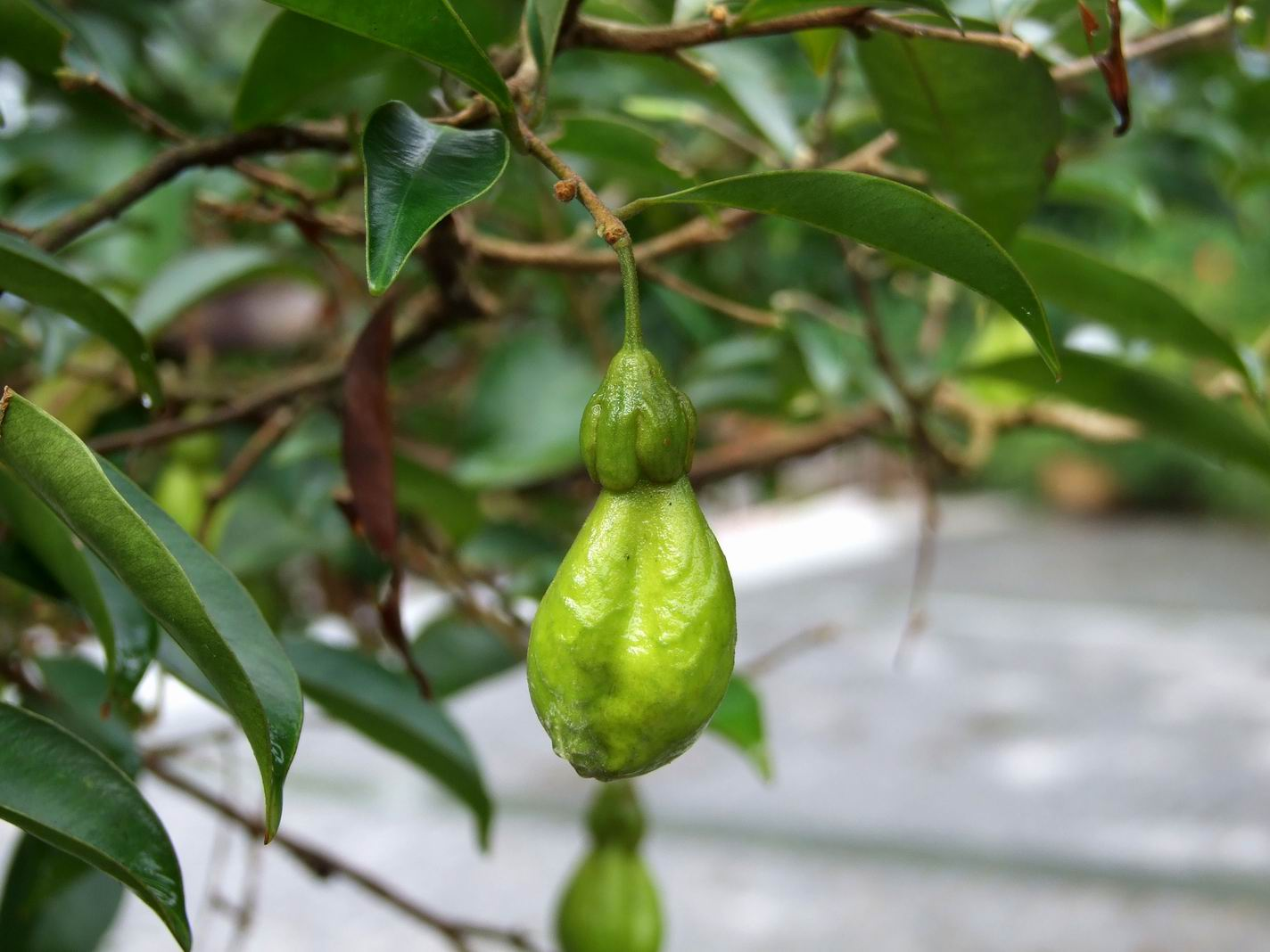
Trái
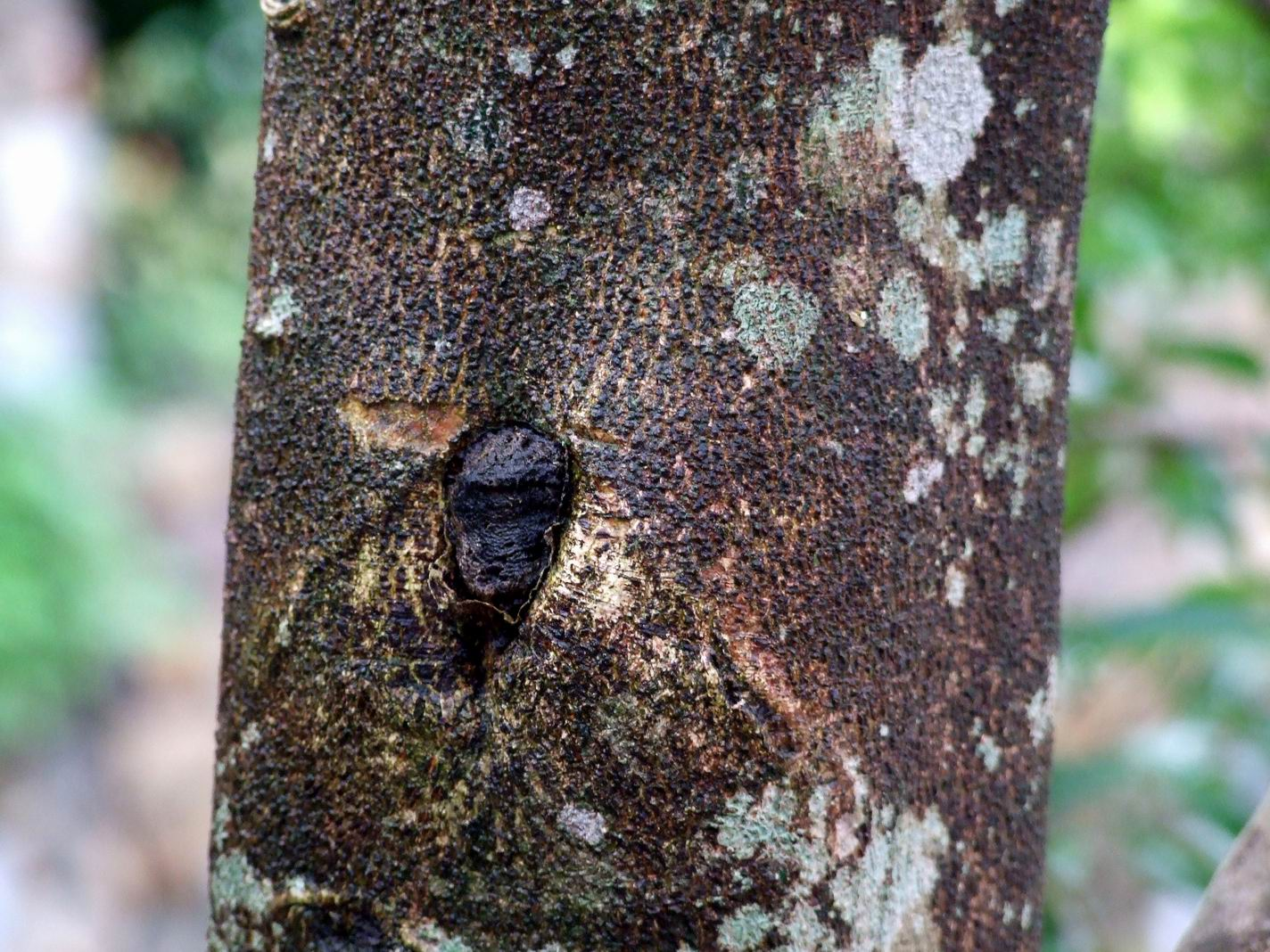
Vỏ cây